# Liste der Naturdenkmale in Murr
| Naturdenkmale | Anzahl |
| ------------- | ------ |
| FND           | 10     |
| END           | 2      |
| Gesamt        | 12     |

Die Liste der Naturdenkmale in Murr nennt die verordneten Naturdenkmale (ND) der im baden-württembergischen Landkreis Ludwigsburg liegenden Gemeinde Murr. In Murr gibt es insgesamt zwölf als Naturdenkmal geschützte Objekte, davon zehn flächenhafte Naturdenkmale (FND) und zwei Einzelgebilde-Naturdenkmale (END).
Stand: 30. Oktober 2016.

## Flächenhafte Naturdenkmale (FND)
| Name                                           | Bild | Kennung     | Einzelheiten | Position | Fläche Hektar | Datum        |
| ---------------------------------------------- | ---- | ----------- | ------------ | -------- | ------------- | ------------ |
| Baumgruppe „Lindenhain“                        | BW   | 81180540003 | Murr         | ⊙        | 0,3           | 6. Juli 1988 |
| Doline im „Letterle“ mit Feuchtgebiet          | BW   | 81180540009 | Murr         | ⊙        | 0,2           | 6. Juli 1988 |
| Doline mit Feuchtgebiet                        | BW   | 81180540010 | Murr         | ⊙        | 0,4           | 6. Juli 1988 |
| Ehemaliger Steinbruch „Botenäcker“             | BW   | 81180540005 | Murr         | ⊙        | 4,4           | 6. Juli 1988 |
| Ehemaliger Steinbruch und Feldgehölz „Hohrain“ | BW   | 81180540006 | Murr         | ⊙        | 2,9           | 6. Juli 1988 |
| Feldgehölz Ried                                | BW   | 81180540012 | Murr         | ⊙        | 0,3           | 2. Apr. 1993 |
| Feuchtgebiet im Rohrbachtal                    | BW   | 81180540011 | Murr         | ⊙        | 0,4           | 6. Juli 1988 |
| Gehölz und Feuchtgebiet im Gewann Klinge       | BW   | 81180540008 | Murr         | ⊙        | 0,6           | 6. Juli 1988 |
| Gehölzgruppe in der Murraue                    | BW   | 81180540007 | Murr         | ⊙        | 0,4           | 6. Juli 1988 |
| Hohlwege am Wacholderberg                      | BW   | 81180540004 | Murr         | ⊙        | 1,7           | 6. Juli 1988 |
| Legende für Naturdenkmal                       |      |             |              |          |               |              |

## Einzelgebilde (END)
| Name                     | Bild | Kennung     | Einzelheiten | Position | Fläche Hektar | Datum        |
| ------------------------ | ---- | ----------- | ------------ | -------- | ------------- | ------------ |
| Hardtlinde               | BW   | 81180540001 | Murr         | ⊙        | 0,0           | 6. Juli 1988 |
| 1 Winterlinde            | BW   | 81180540002 | Murr         | ⊙        | 0,0           | 6. Juli 1988 |
| Legende für Naturdenkmal |      |             |              |          |               |              |